# منتزعة الكبريت السينيزية
منتزعة الكبريت السينيزية (الاسم العلمي: Desulfovibrio senezii) هي نوع من البكتيريا، سلبية الغرام، تتبع جنس منتزعة الكبريت.